# Imprensa Acadêmica
Imprensa Acadêmica foi um jornal "literário, noticioso, científico e comercial" dos estudantes da Faculdade de Direito de São Paulo, de orientação abolicionista e liberal. Em sua primeira fase, de 17 de abril a 2 de outubro de 1864, foi dirigido por Luiz Ramos Figueira, e publicado duas vezes por semana. Na segunda fase, de 1868 a 1871, foi dirigido por diferentes redatores em chefe e publicado regularmente uma vez por semana. Seu principal rival era o jornal O Acadêmico.  Em 1870, foram redatores em chefe da Imprensa Acadêmica os futuros presidentes da República Afonso Pena e Rodrigues Alves.

## Machado de Assis naImprensa Acadêmica
Machado de Assis, amigo do diretor, publicou nove seções "Correspondência", "Correspondência da Corte" e "Correspondência da Imprensa Acadêmica" (a seção foi mudando de nome), que tratavam das atualidades. Na época, os assuntos em pauta eram "a proteção aos 40 mil brasileiros que se acham na Banda Oriental", ou seja, o Uruguai, país saído de uma guerra civil e vítima de instabilidade política, e uma possível "mediação portuguesa no conflito entre o Brasil e a Inglaterra", a Questão Christie. Abordavam também os fatos literários e culturais; por exemplo, já na primeira colaboração, Machado comentou o então recém-publicado "perfil de mulher" Diva de José de Alencar, comparando-o ao anteriormente publicado Lucíola, que Machado preferiu.
Na primeira fase, em 1864, a "Correspondência" foi publicada em 17 de abril, a "Correspondência da Corte" em 1o e 12 de maio, e a "Correspondência da Imprensa Acadêmica", em 17 e 28 de julho, 25 de agosto, e 7, 15 e 25 de setembro, sob o pseudônimo Sileno. Na segunda fase, em 14 e 20 de agosto de 1868, sob o pseudônimo de Glauco. As Correspondências de Machado para a Imprensa Acadêmica foram publicadas pela primeira vez em livro por Jean-Michel Massa em Dispersos de Machado de Assis, de 1965. O livro reúne 150 textos até então inéditos em livro descobertos por Massa. 